# Rong, Norge
Rong är en ort i Øygardens kommun i Vestland fylke i västra Norge. Orten ligger vid fylkesväg 561 på ön Rongøyna och ingår i tätorten Torsteinsvik. Den utgjorde tidigare kommunens centralort.